# Джоллі (Техас)
Джоллі (англ. Jolly) — місто (англ. city) в США, в окрузі Клей штату Техас. Населення — 172 особи (2010).

## Географія
Джоллі розташоване за координатами 33°52′31″ пн. ш. 98°20′57″ зх. д. / 33.87528° пн. ш. 98.34917° зх. д. (33.875289, -98.349168).  За даними Бюро перепису населення США в 2010 році місто мало площу 2,55 км², з яких 2,55 км² — суходіл та 0,01 км² — водойми.

## Демографія
Згідно з переписом 2010 року, у місті мешкали 172 особи в 72 домогосподарствах у складі 61 родини. Густота населення становила 67 осіб/км².  Було 76 помешкань (30/км²).
Расовий склад населення:
| - 98,3 % — білих - 0,6 % — азіатів |

До двох чи більше рас належало 1,2 %. Частка іспаномовних становила 0,0 % від усіх жителів.
За віковим діапазоном населення розподілялося таким чином: 19,2 % — особи молодші 18 років, 52,9 % — особи у віці 18—64 років, 27,9 % — особи у віці 65 років та старші. Медіана віку мешканця становила 53,3 року. На 100 осіб жіночої статі у місті припадало 89,0 чоловіків;  на 100 жінок у віці від 18 років та старших — 101,4 чоловіків також старших 18 років.
Середній дохід на одне домашнє господарство  становив 67 251 долар США (медіана — 52 500), а середній дохід на одну сім'ю — 73 194 долари (медіана — 53 393). Медіана доходів становила 39 688 доларів для чоловіків та 39 375 доларів для жінок. За межею бідності перебувало 6,2 % осіб, у тому числі 14,3 % дітей у віці до 18 років та 7,7 % осіб у віці 65 років та старших.
Цивільне працевлаштоване населення становило 80 осіб. Основні галузі зайнятості: будівництво — 18,8 %, освіта, охорона здоров'я та соціальна допомога — 16,3 %, публічна адміністрація — 15,0 %.